# Cesare Gennari
Cesare Gennari (Cento, 12 dicembre 1637 – Bologna, 11 febbraio 1688) è stato un pittore italiano.

## Biografia
Figlio di Ercole e di Lucia Barbieri, sorella del pittore Guercino, fu battezzato nella collegiata di San Biagio, a Cento, il 12 dicembre 1637. Come il padre e lo zio Bartolomeo, dopo i primi studi, apprese l'arte della pittura dal grande zio, imitandone lo stile tanto che «molti di lui lavori vengono attribuiti al Guercino medesimo da chi non è ben esperto e fondato conoscitore».
Con la morte del Maestro, avvenuta alla fine del 1666, ereditò, con il fratello Benedetto, i beni e la bottega: «valoroso pittore ed un uomo d'ingegnoso carattere e di virtuosi costumi», dipinse, fra le altre cose, una Maria Maddalena de' Pazzi con i santi Alberto e Andrea Corsini, un Cristo orante nell'orto e un Ritratto del granduca Cosimo III.
Morì l'11 febbraio 1688, in coincidenza con la nascita di una sua bambina che morì anch'essa quello stesso giorno. Nessuno dei figli che ebbe dalla moglie Francesca Riva seguì la via della pittura: suo figlio Giovan Francesco fu ancora padre di un Carlo Gennari, «che per divertimento attese alla pittura e alcuni quadri dipinse e non pochi disegni lasciò di sua mano fatti con ispirito e con gusto di macchia»: così, con la morte di Carlo, nel 1790, si estinse la lunga tradizione pittorica dei Gennari.
Tra i suoi numerosi allievi ci furono Anna Teresa Messieri, Antonio Federico Amici, Ercole Gaetano Bertuzzi, Giovanni Battista Digerini, Giuseppe Maria Ficatelli, Giulio Coralli, Lorenzo Bergonzoni e Matteo Mulichi.

## Galleria d'immagini

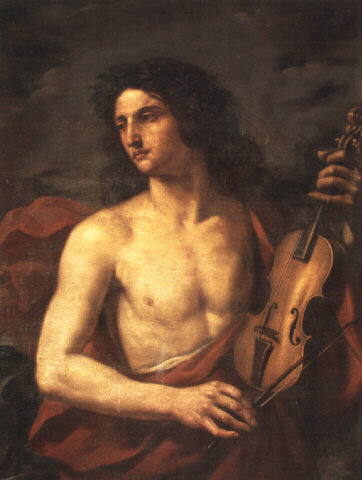
Orfeo
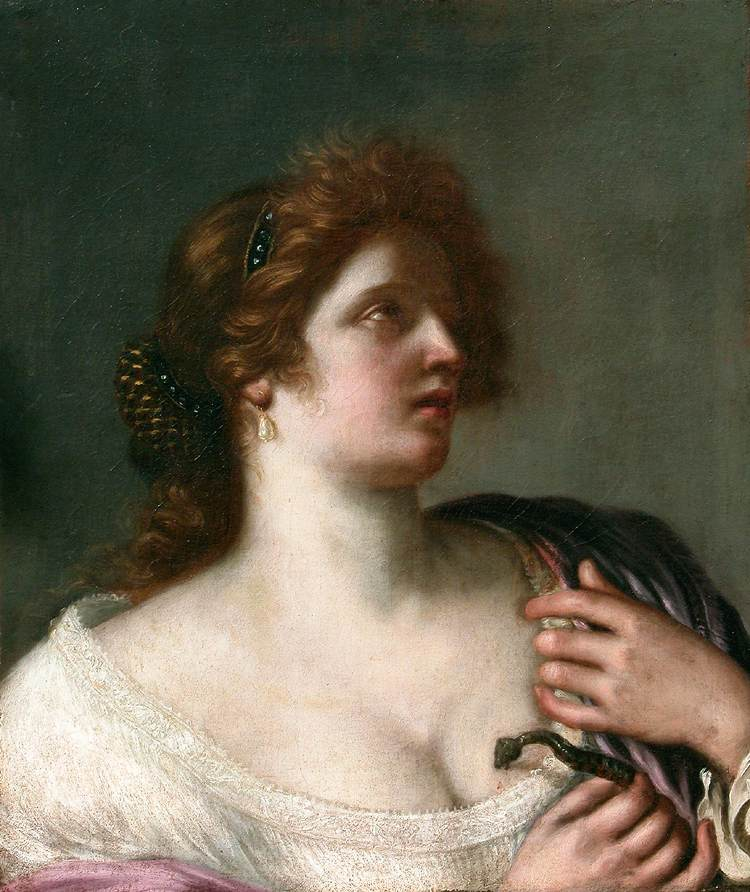
Cleopatra
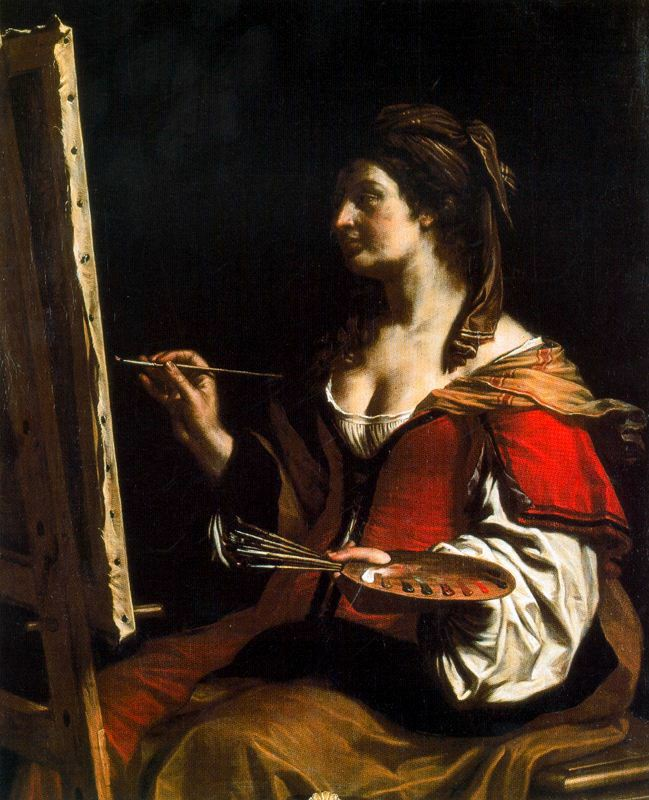
Allegoria della Pittura